# Plecopterodes argenteocaerulea
Plecopterodes argenteocaerulea är en fjärilsart som beskrevs av Embrik Strand 1917. Plecopterodes argenteocaerulea ingår i släktet Plecopterodes och familjen nattflyn. Inga underarter finns listade i Catalogue of Life.